# Howe & Howe Technologies
Howe & Howe Technologies (H&H, H y H, o HH) es una empresa con sede en Waterboro, Maine especializada en el diseño y fabricación de vehículos blindados y de grado militar, destacándose el vehículo de combate Ripsaw, se afirma que es vehículo de doble oruga más rápido del mundo. Otro de sus productos, es el Badger, reconocido como el vehículo blindado de asalto más pequeño del mundo, figura en el libro de Guinness World Records. Y el SR1, o Subterranean Rover 1.
H&H está dirigida por los hermanos gemelos Michael "Mike" y Geoffrey "Geoff" Howe. Mike es el presidente de la empresa y el ingeniero jefe, mientras que Geoff es el director ejecutivo y gerente de la empresa.
La compañía también aparece en Howe & Howe Tech, una serie de telerrealidad producida por Authentic Entertainment para Discovery Channel.
En 2018, Textron Systems adquirió Howe & Howe Technologies.